# إبراهيم فرير
إبراهيم فرير (بالإسبانية: Ibrahim Ferrer) (و. 1927 – 2005 م) هو موسيقي، ومغني من كوبا، ولد في سان لويس , سانتياغو دي كوبا، توفي في هافانا، عن عمر يناهز 78 عاماً، بسبب متلازمة الاختلال العضوي المتعدد.

## وصلات خارجية
- إبراهيم فرير على موقع IMDb (الإنجليزية)
- إبراهيم فرير على موقع ألو سيني (الفرنسية)
- إبراهيم فرير على موقع ميوزك برينز (الإنجليزية)
- إبراهيم فرير على موقع قاعدة بيانات الأفلام السويدية (السويدية)
- إبراهيم فرير على موقع أول ميوزيك (الإنجليزية)
- إبراهيم فرير على موقع ديسكوغز (الإنجليزية)
- إبراهيم فرير على موقع قاعدة بيانات الفيلم (الإنجليزية)
- إبراهيم فرير على موقع كينوبويسك (الروسية)

- إبراهيم فرير في قاعدة بيانات الأفلام على الإنترنت